# 吉鹰幸春
吉鹰幸春（日语：／ Yoshitaka Yukiharu，1964年2月12日—），日本男子柔道运动员。他曾代表日本参加1986年亚洲运动会柔道比赛，获得一枚银牌。他也曾参加1985年世界大学生运动会。